# 奈良豆比古神社の翁舞

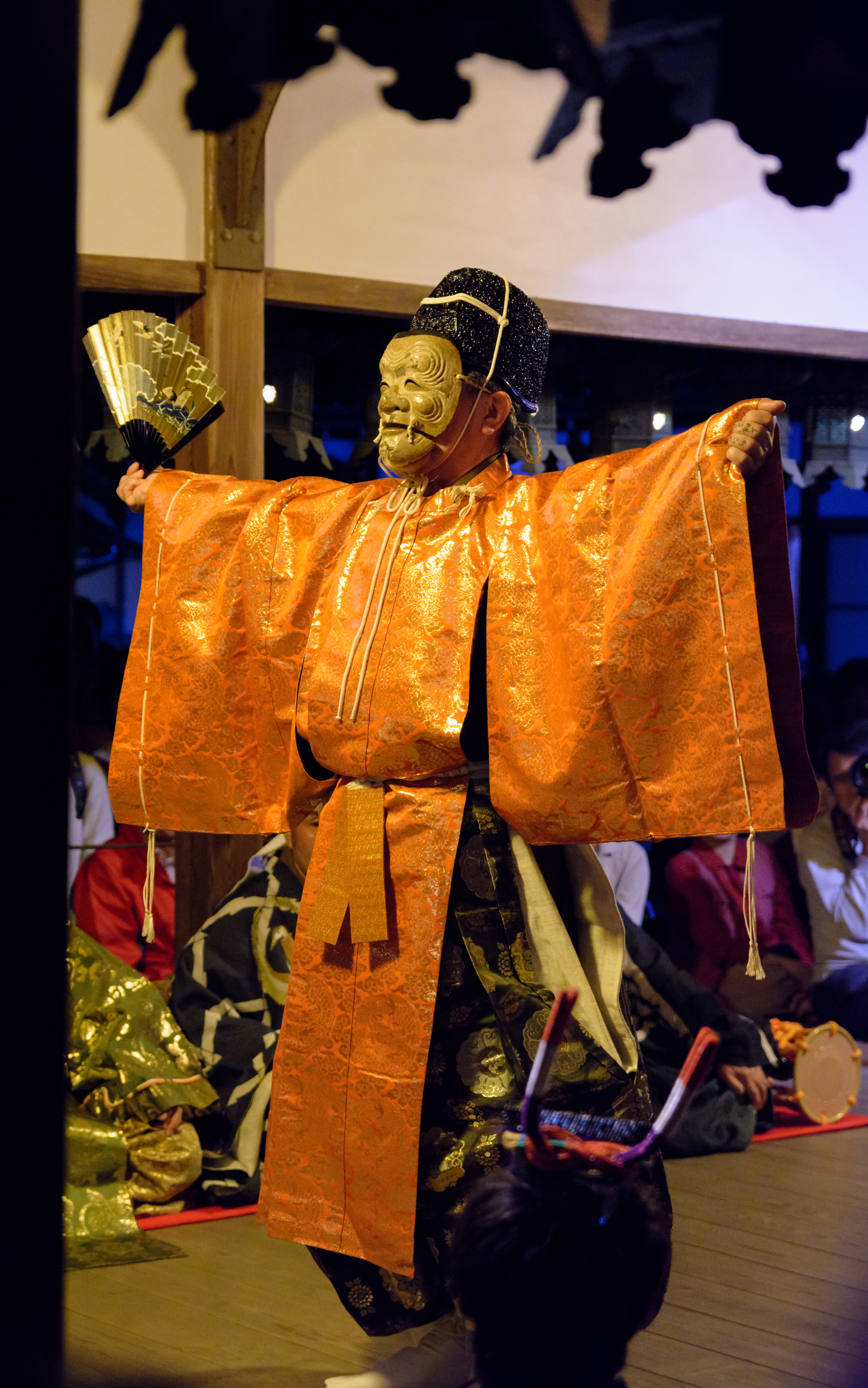
太夫の舞

奈良豆比古神社の翁舞（ならずひこじんじゃのおきなまい）は、奈良県奈良市に伝わる民俗芸能の翁舞。能楽の原典といわれ、平成12年（2000年）12月27日に重要無形民俗文化財に指定された。
翁舞は、奈良阪町の奈良豆比古神社の秋祭りの宵宮（10月8日夜）に奉納される。秋祭の宵宮の8日の午後7時半過ぎ、当家がかがり火をつけ、神主を先頭に一同が拝殿に進み着座、お払いのあと笛の吹き出しによって翁舞がはじまる。
この翁舞は、前謡、千歳の舞、太夫の舞、太夫と脇2人の三人舞、三番叟の前舞、千歳と三番叟の問答、三番叟の後舞で構成され、太夫と脇の三人舞や、互いに対面せずに行う三番叟と千歳との問答など著しい特徴があり、民間に伝わる翁舞として芸能史的に貴重な存在といわれている。